# RAKURA
RAKURA（ラクラ ）は、日本の女性シンガーソングライター。福岡県出身。
2019年11月4日に開催されたビーインググループによるオーディション『九州Teen'sオーディション2019』で審査員特別賞を獲得したことがきっかけとなり、翌年2020年11月4日に同グループ内新レーベルasistobeの第1弾アーティストとしてシングル「Unforgiven」でメジャーデビューを果たした。制作においては、デビュー時より一貫してRa-Uがサウンドプロデュースを担当している。
2023年3月にリリースされた「Night　haze」は、コロンビア出身のトラックメイカーであるrolotraceによるプロデュース曲である。

## 来歴
幼少期より劇団に所属し、3歳からミュージカルに出演。中学2年生より歌手としてライブ活動を始める。福岡県福岡市内の学校高等専修学校C&S学院で音楽を学んでおり、在学中のアーティストデビューは同校にとって初となった。
2019年11月4日、キャナルシティ博多で行われたビーインググループによるオーディション『九州Teen'sオーディション2019』の最終パフォーマンス審査でジェシー・Jの「Mamma Knows Best」を歌唱し、審査員特別賞を獲得。このことがきっかけとなり、同グループの新レーベルasistobeに所属。
2020年11月4日、前述のオーディションの1年後にシングル「Unforgiven」をasistobeよりリリースし、メジャーデビュー。この楽曲はTOKYO MX系ドラマ『片恋グルメ日記』のエンディングテーマとしても起用された。翌年1月27日にはセカンドシングル「We Fallin'」をリリースした。
2021年4月15日、1枚目のミニアルバム『In me』をリリース。同月24日、オンライン音楽フェスティバル「宗像フェスオンライン ～Seven Fukuocarat～」に出演。無観客ながら、自身にとってメジャーデビュー後の初ライブとなる。翌年2022年6月5日に、再び「宗像音楽フェスティバル」に出演。このフェスは有観客であった。。
2021年5月27日からは同ミニアルバムに収録された楽曲の英語バージョンを3か月連続でリリースした。
2021年6月6日、新座市民会館で行われたダンス・フェスティバル「Entertainment Dance Festival D-SHOCK」にゲストアーティストとして出演。自身初の有観客ライブとなる。
2021年7月29日、サードシングル「Time will tell」をリリース。また、同年4月に上京したことを同作リリース時でのインタビューにて公表する。
2021年10月14日、4枚目のシングル「Orange soda」がリリースされる。
2022年1月26日、5枚目のシングル「Shinjuku no Nekomae」をリリース。本楽曲はクロス新宿ビジョンの公式テーマソングとして、同ビジョンでMVが放送された。
2022年4月5日、6枚目のシングル「Shooting Star」が先行配信リリース。本楽曲は読売テレビ系アニメ『名探偵コナン ゼロの日常』のオープニングテーマとして同月4日よりオンエアされる。同月13日にはデビューアルバム『tint』がリリースされ、「Shooting Star」が収録されたRainy。とのスプリットシングル「ゼロの日常盤」もCDシングルとして同時リリースされる。

## 音楽性

### 制作
デビュー時より一貫してサウンドプロデュースをRa-Uが担当しており、作詞作曲はRAKURAとRa-Uの共作であることがほとんどである。また、2021年5月より3か月連続でリリースされた英語詞の楽曲は、英訳をタレントのマシューまさるバロンが担当している。
デビュー当時は福岡県に在住であったため、Ra-Uとの音楽制作時にはWeb会議サービスZOOMを利用しており、レコーディング時にスタジオで顔を合わせるという制作スタイルを採用していた。「"Music crosses all borders"（音楽に国境はなく、自由にいつでも世界中と繋がれる時代）」という思いから、グローバル志向の強い制作・プロモーションを行っており、音楽ストリーミングサービスSpotifyでのリスナーも半数以上が海外リスナーである。
また音楽面のみならずビジュアル面でも制作に関わっており、アーティスト写真の衣装やメイク、ヘアスタイリングなどを自ら手掛けている。

### 作風
R&Bを基調にニューウェイブやソウルミュージック、シンセポップ、ディスコミュージック、エレクトロ・ポップなど、同時代の音楽シーンで世界的に盛り上がりを見せているジャンルを幅広く取り入れている。

### 影響
インタビューにおいて影響を受けたアーティストとしてオーストラリアのシンガーソングライター、シーアを挙げている。また、国外ではマイケル・ジャクソンやクリスティーナ・アギレラ、ジェシー・J、国内ではSIRUPやiri、RIRIなどのアーティストについての言及もある。

## ディスコグラフィ

### アルバム

#### スタジオアルバム
|     | 発売日        | タイトル | 規格        | 型番      | 順位  |
| --- | ------------- | -------- | ----------- | --------- | ----- |
| 1st | 2022年4月13日 | tint     | CD+カセット | JBCZ-9130 | 264位 |
| 1st | 2022年4月13日 | tint     | 音楽配信    |           | 264位 |

#### ミニアルバム
|     | 発売日        | タイトル | 規格           |
| --- | ------------- | -------- | -------------- |
| 1st | 2021年4月15日 | In me    | 音楽配信       |
| 1st | 2021年4月15日 | In me    | カセットテープ |

### シングル
|      | 発売日         | タイトル                           | 規格     | 型番      | 順位 | 収録アルバム |
| ---- | -------------- | ---------------------------------- | -------- | --------- | ---- | ------------ |
| 1st  | 2020年11月4日  | Unforgiven                         | 音楽配信 |           |      | 『tint』     |
| 2nd  | 2021年1月27日  | We Fallin'                         | 音楽配信 |           |      | 『tint』     |
| 3rd  | 2021年7月29日  | Time will tell                     | 音楽配信 |           |      | 『tint』     |
| 4th  | 2021年10月14日 | Orange soda                        | 音楽配信 |           |      | 『tint』     |
| 5th  | 2022年1月26日  | Shinjuku no Nekomae                | 音楽配信 |           |      | 『tint』     |
| 6th  | 2022年4月5日   | Shooting Star                      | 音楽配信 |           |      | 『tint』     |
| 6th  | 2022年4月13日  | Shooting Star/Find the Truth       | CD       | JBCZ-6119 | 16位 | 『tint』     |
| 6th  | 2022年4月13日  | Find the Truth/Shooting Star       | CD       | JBCZ-6120 | 16位 | 『tint』     |
| 7th  | 2023年1月27日  | Outlook (featuring さなり)         | 音楽配信 |           |      | 未公表       |
| 8th  | 2023年3月17日  | Night haze                         | 音楽配信 |           |      | 未公表       |
| 9th  | 2023年5月19日  | また夜になる前に (featuring Tok10) | 音楽配信 |           |      | 未公表       |
| 10th | 2023年9月8日   | Smashing Time                      | 音楽配信 |           |      | 未公表       |

#### プロモーショナル・シングル
|     | 発売日        | タイトル                            | 規格     | 収録アルバム |
| --- | ------------- | ----------------------------------- | -------- | ------------ |
| 1st | 2021年5月27日 | Runaway (-English Ver.-)            | 音楽配信 | In me        |
| 2nd | 2021年6月17日 | Teenage-Dream (-English Ver.-)      | 音楽配信 | In me        |
| 3rd | 2021年7月1日  | Jewel in the Crown (-English Ver.-) | 音楽配信 | In me        |

### ミュージック・ビデオ
| 公開日         | タイトル                                         | 監督           | 参照   |
| -------------- | ------------------------------------------------ | -------------- | ------ |
| 2020年10月9日  | Unforgiven (Lyric Video)                         | 佐藤弘康       | [ 17 ] |
| 2020年10月26日 | Unforgiven                                       | 大野剛史       | [ 18 ] |
| 2021年1月28日  | We Fallin' (Lyric Video)                         | Akio Oda       | [ 19 ] |
| 2021年4月14日  | Teenage-Dream                                    | 真田英幸       | [ 20 ] |
| 2021年4月14日  | Jewel in the Crown                               | 真田英幸       | [ 21 ] |
| 2021年5月13日  | Runaway (Lyric Video)                            | N/A            | [ 22 ] |
| 2021年5月17日  | BIG FLEX (Lyric Video)                           | N/A            | [ 23 ] |
| 2021年5月20日  | the song (Lyric Video)                           | Akio Oda       | [ 24 ] |
| 2021年7月29日  | Time will tell (Visual Video)                    | N/A            | [ 25 ] |
| 2021年10月14日 | Orange soda (Music Video)                        | 真田英幸       | [ 26 ] |
| 2022年2月7日   | Shinjuku no Nekomae (Music Video)                | doku. & 涌井嶺 | [ 27 ] |
| 2022年4月11日  | Shooting Star (Music Video)                      | 真田英幸       | [ 28 ] |
| 2023年1月27日  | Outlook (featuring さなり) (Music Video)         | Tariq          | [ 29 ] |
| 2023年3月17日  | Night haze (Music Video)                         | KAI→ & $ENA    | [ 30 ] |
| 2023年5月19日  | また夜になる前に (featuring Tok10) (Music Video) | Belish Club    | [ 31 ] |

## タイアップ
| 年     | 楽曲                | タイアップ先                                                                          |
| ------ | ------------------- | ------------------------------------------------------------------------------------- |
| 2020年 | Unforgiven          | TOKYO MX系ドラマ『片恋グルメ日記』                                                    |
| 2021年 | Orange soda         | テレビ大阪主催「キッチンカーコレクション 2021 in サンシャインワーフ神戸」テーマソング |
| 2022年 | Shinjuku no Nekomae | クロス新宿ビジョン公式テーマソング                                                    |
| 2022年 | Shooting Star       | 読売テレビ系アニメ『名探偵コナン ゼロの日常』オープニングテーマ                       |

## ライブ

### 出演イベント
| 日程           | 種別                   | タイトル                                              | 会場・備考                  |
| -------------- | ---------------------- | ----------------------------------------------------- | --------------------------- |
| 2021年4月24日  | 音楽フェスティバル     | 宗像フェスオンライン ～Seven Fukuocarat～             | オンライン開催              |
| 2021年6月6日   | ダンス・フェスティバル | Entertainment Dance Festival D-SHOCK                  | 新座市民会館 大ホール       |
| 2021年7月31日  | ダンスイベント         | 【at home 9th】STUDIO BUZZ久喜校発表会                | 久喜総合文化会館 大ホール   |
| 2021年8月8日   | ダンスイベント         | 【at home 4th】STUDIO BUZZ相模原校発表会              | 相模原市民会館 大ホール     |
| 2021年10月8日  | 国際会議内イベント     | 宗像国際環境会議 アートフェスティバル TOKOWAKA Runway | 宗像大社・新祈願殿前        |
| 2021年10月17日 | 地域イベント           | 筑後川のめぐみフェスティバル                          | 福岡市役所 西側ふれあい広場 |
| 2022年1月15日  | モーターショー         | TOKYO AUTO SALON 2022                                 | 幕張メッセ                  |
| 2022年3月5日   | グルメイベント         | サイクル∞キッチン supported by キリン生茶             | 万博記念公園                |

2022年6月5日
宗像音楽フェスティバル